# Nachbarschaftsverband Heidelberg-Mannheim
18 nordbadische Mitgliedsgemeinden bilden den Nachbarschaftsverband Heidelberg-Mannheim. Der Nachbarschaftsverband hat seinen Sitz in Mannheim und erstellt im Auftrag seiner Mitgliedsgemeinden vor allem den regionalen Flächennutzungsplan (FNP). Er umfasst im nordbadischen Teil von Baden-Württemberg rund 488 km² mit rund 666.000 Einwohnern, bei einem Siedlungsflächenanteil von 34 Prozent im Durchschnitt, in den Kernräumen Neckar-Rhein-Ebene und Bergstraße beträgt er 44 Prozent. Die Gründung erfolgte am 1. Januar 1976.
Mitglieder sind Brühl, Dossenheim, Edingen-Neckarhausen, Eppelheim, Heddesheim, Heidelberg, Hirschberg an der Bergstraße, Ilvesheim, Ketsch, Ladenburg, Leimen, Mannheim, Nußloch, Oftersheim, Plankstadt, Sandhausen, Schriesheim und Schwetzingen.
Das Hauptorgan ist die Verbandsversammlung, in der die Gemeinden ungefähr nach Einwohnerzahl vertreten sind. Sie wählt für jeweils zwei Jahre einen Verbandsvorsitzenden, der die Verbandsverwaltung leitet.
Zurzeit ist hier der Flächennutzungsplan 2015/2020 in seiner bekanntgemachten Fassung vom 15. Juni 2006 mit vier lokalen Vorbehaltsflächen rechtskräftig.

## Naturraum
Der Nachbarschaftsverband hat Anteil an insgesamt 18 teils deutlich sehr unterschiedlichen naturräumlichen Untereinheiten, die zu den Haupteinheiten Nördliche Oberrheinniederung, Neckar-Rhein-Ebene, Hardtebenen, Vorderer Odenwald, Sandstein-Odenwald und Kraichgau gehören. Im Einzelnen sind dies:
- 125 Kraichgau
  - 125.18 Angelbachgau
  - 125.42 Rauenberger Bucht
- 144 Sandstein-Odenwald
  - 144.1 Westlicher Kleiner Odenwald
  - 144.3 Odenwald-Neckartal
  - 144.6 Zertalter Sandstein-Odenwald
- 145 Vorderer Odenwald
- 145.1 Südlicher Grundgebirgs-Odenwald
- 222 Nördliche Oberrheinniederung
  - 222.1 Mannheim-Oppenheimer Rheinniederung
  - 222.2 Speyrer Rheinniederung
- 223 Hardtebenen
  - 223.8 St. Ilgener Niederung
  - 223.9 Hockenheimer Hardt
- 224 Neckar-Rheinebene
  - 224.1 Schwetzinger Sand
  - 224.2 Neckarschwemmkegel
- 225 Hessische Rheinebene
  - 225.0 Weinheim-Großsachsener Schuttkegel
  - 225.1 Käfertal-Viernheimer Sans
    - 225.61 Südliches Neckarried
- 226 Bergstraße
  - 226.1 Gaisbergfuß
  - 226.2 Heidelberger Taltrichter
  - 226.3 Weinheimer Bergstraße

Quelle: Landschaftsplan für das Verbandsgebiet des Nachbarschaftsverbands Heidelberg-Mannheim 1999

## Aufgaben
Zu seinen Aufgaben gehören die Erstellung von Flächennutzungsplan, Landschaftsplan und weiteren selbst gestellten Projekten, zurzeit z. B. das Entwicklungsprojekt „Bergstraße“.
Er hat mitzuwirken bei den Raumordnungsverfahren, örtlichen Planfeststellungsverfahren zu Straßen, Wasser, Bahn und den Bebauungsplänen der Verbands- und Nachbargemeinden.
Zu beteiligen ist er bei Landschaftsschutzverordnungen und Naturschutzverordnungen.
Seine rechtliche Grundlage ist das Nachbarschaftsverbandsgesetz des Landes Baden-Württemberg aufgrund § 205(6) BauGB.

## Weblink
- Nachbarschaftsverband Heidelberg-Mannheim